# Glaciazione marinoana

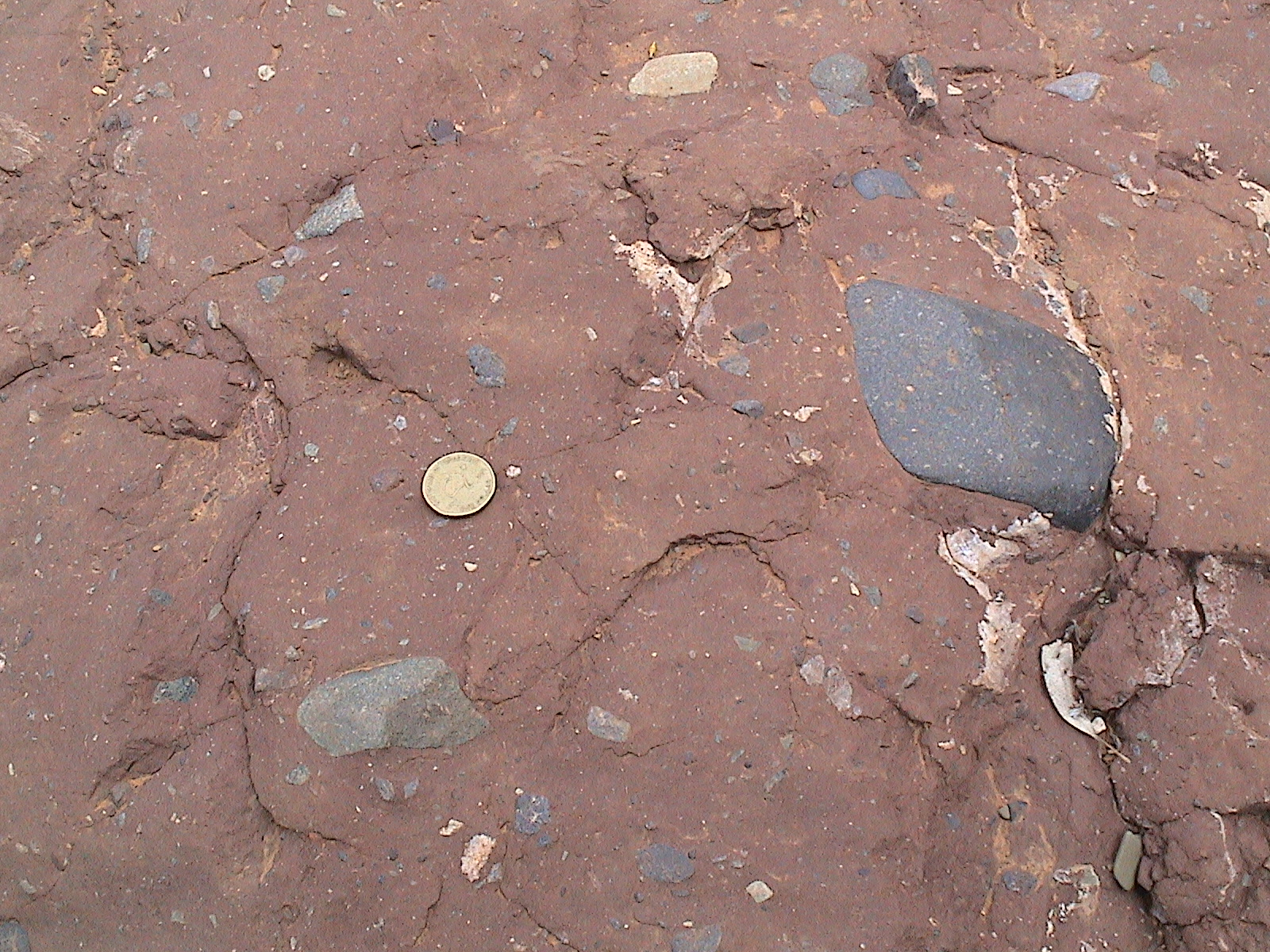
Diamictite Elatina Fm al di sotto del sito del GSSP dell'Ediacarano dei Monti Flinders, in Australia Meridionale. Viene mostrata una moneta da A$1 per scala.

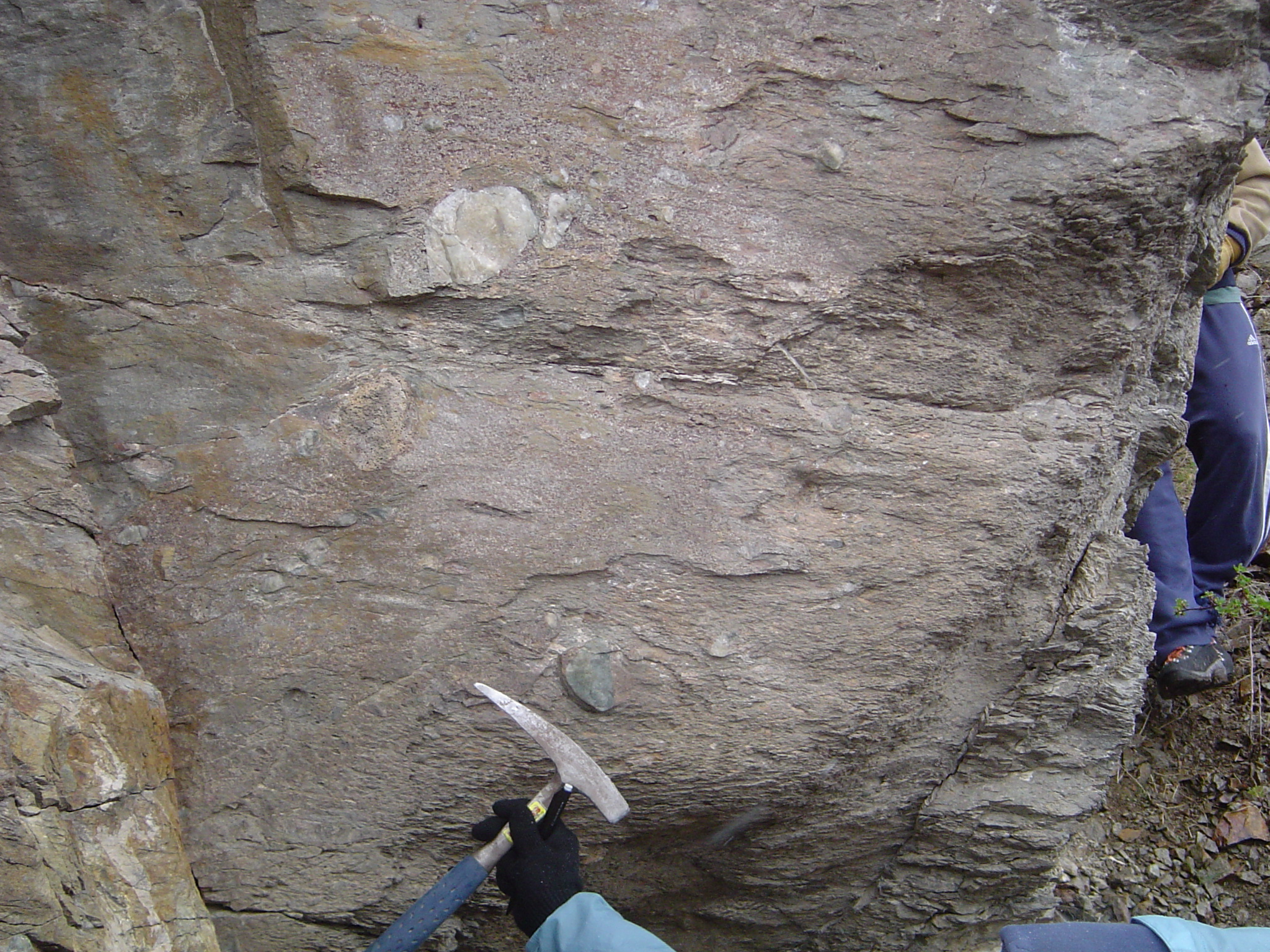
Diamictite della Formazione Pocatello (Neoproterozoico), un deposito risalente al periodo della Terra a palla di neve.

La glaciazione marinoana fu un periodo di glaciazione su scala planetaria avvenuta approssimativamente tra 650 e 635 milioni di anni fa, nel corso del Cryogeniano. È possibile che l'evento glaciale abbia coinvolto l'intero pianeta, trasformando la Terra in una sorta di gigantesca palla di neve.
La fine della glaciazione può essere stata poi accelerata dall'effetto serra collegato al rilascio di metano dal permafrost equatoriale.

## Origine del nome
La denominazione della glaciazione è collegata alla terminologia stratigrafica dell'Adelaide Rift Complex in Australia Meridionale e fa riferimento a Marino, un sobborgo della città di Adelaide. La denominazione di "Serie marinoana" fu introdotta nel 1950 dai geologi australiani Douglas Mawson e Reg Sprigg per suddividere le rocce neoproterozoiche dell'area di Adelaide e includere tutti gli strati che a partire dall'alto andavano dal calcare di Brighton fino al Cambriano della base.
Il periodo di tempo corrispondente fu chiamato Epoca marinoana, e copriva l'intervallo di tempo che andava dal Cryogeniano fino all'Ediacarano. Mawson riconobbe un episodio glaciale all'interno dell'Epoca marinoana, che egli indicò come "glaciazione elatina" derivandone la denominazione dalla "tillite elatina" (oggi chiamata Formazione elatina) in cui aveva rinvenuto le evidenze. Nel corso del tempo la dizione glaciazione marinoana divenne di uso comune in quanto si tratta dell'evento glaciale avvenuto nell'Epoca marinoana e che era ben distinto dalla precedente glaciazione avvenuta durante l'Epoca sturtiana (la glaciazione sturtiana), cioè il periodo di deposizione della più antica serie sturtiana.
La dizione di "glaciazione marinoana" fu in seguito applicata a livello globale a ogni formazione di derivazione glaciale che si riteneva fosse (direttamente o indirettamente) collegata con l'originale glaciazione elatina proposta da Mawson per l'Australia Meridionale. Più recentemente è stata riutilizzata la dizione di "glaciazione elatina" con riferimento a episodi dell'Australia Meridionale, a causa di alcune incertezze nella correlazione globale e perché un episodio di glaciazione ediacariana è avvenuto anche all'interno della più ampia epoca marinoana.

## Evidenze
Anche se molte evidenze sono andate perdute in seguito ai cambiamenti geologici, le investigazioni sul campo mostrano evidenze di glaciazione marinoana in Cina, nelle Isole Svalbard della Norvegia e nell'Australia Meridionale.
Nella provincia cinese di Guizhou, sono state trovate rocce di origine glaciale al di sotto di uno strato di cenere vulcanica che conteneva anche minerali di zircone, che sono stati datati attraverso i loro radionuclidi. I depositi glaciali dell'Australia Meridionale hanno approssimativamente la stessa età (circa 630 milioni di anni), confermata dal contenuto simile degli isotopi del carbonio, dai depositi minerali che includono la barite sedimentaria e altre strutture sedimentarie non usuali.
Nei primi mille metri di profondità degli strati neoproterozoici di 7 km di spessore della parte nordorientale dall'arcipelago delle Svalbard, si trovano due strati ricchi in diamictite che rappresentano la fase iniziale e quella finale della glaciazione marinoana.
Secondo Eyles e Young, il Marinoano è il secondo episodio di glaciazione neoproterozoica (680-690 milioni di anni fa) che è avvenuta nel sinclinale di Adelaide. "È separato dallo Sturtiano da una spessa successione di rocce sedimentarie che non contengono alcuna traccia di glaciazione. Questa fase glaciale potrebbe corrispondere alla Formazione Ice Brooke recentemente descritta nella parte settentrionale della Cordigliera Nordamericana."